# Zespół awaro-didojski
Zespół awaro-didojski – grupa blisko z sobą spokrewnionych języków kaukaskich, używanych przez ludność w południowym Dagestanie oraz (częściowo) w północnym Azerbejdżanie.
Obok określenia zespół awaro-didojski, używa się także terminów: języki awaro-ando-cezyjskie, awaro-ando-didojskie, ando-awaro-didojskie.
W zespole awaro-didojskim wyróżnia się następujące podgrupy:
- Język awarski – największy spośród języków dagestańskich, używany w Dagestanie jako główny język literacki (obok rosyjskiego), a także w charakterze lingua franca przez niemal wszystkie niewielkiе etnosy zamieszkujące głównie południową część republiki.

- Języki didojskie (cezyjskie), do których zaliczane są:
  - język chunzybski (inna nazwa: chunzalski)
  - język chwarszyjski
  - język cezyjski (inna nazwa: didojski)
  - język ginuchijski (inne nazwy: ginuchski, hinuchijski, hinuchski)
  - język kapuczyński (inna nazwa: beżtyjski)

- Języki andyjskie, do których zaliczane są:
  - język achwaski
  - język andyjski
  - język bagulalski
  - język botlichyjski
  - język czamalalski
  - język godoberyjski
  - język karatajski
  - język tindyjski